# Anglosasi (zmerljivka)
»Anglosasi« (rusko Англосаксы, latinizirano: Anglosaksi) je slabšalni izraz, ki ga ruska vlada in prokremeljski mediji v Rusiji uporabljajo za angleško govoreče države (zlasti ZDA in Združeno kraljestvo). Izraz izhaja iz imena Anglosasov, ki so v zgodnjem srednjem veku poseljevali večji del današnje Anglije.

## Pomen
Izraz ima poleg slabšalne konotacije tudi implikacijo, da tako imenovani »Anglosasi« predstavljajo civilizacijskega nasprotnika evrazijskega »ruskega sveta«, s katerim imajo nepremostljive razlike. Vladimir Pastuhov, ruski politolog v izgnanstvu je izraz opisal kot »mitsko« lastnost v glavah kremeljskih ideologov. Združene države in Združeno kraljestvo sta najpogosteje tarča izraza, ker naj bi bila »še posebej trdoživa nasprotnika Rusije«.
Od ruske invazije na Ukrajino leta 2022 je domnevni boj Rusije proti »Anglosasom« postal ena izmed osrednih tem ruske propagande. Dmitrij Peskov, tiskovni predstavnik ruskega predsednika Vladimirja Putina, in tiskovna predstavnica ministrstva za zunanje zadeve, Marija Zaharova, sta med najpogostejšimi vidnimi uporabniki tega izraza.
Izraz »Anglosasi« je podoben ruski propagandni frazi »kolektivni zahod«, vendar ne predstavlja njene sopomenke. Za razliko od »kolektivnega zahoda«, izraz »Anglosasi« namiguje, da zahodni svet ni povsem združen proti Putinu in da angleško govoreče države niso tesno povezane z Evropo.

## Odzivi
Lynne M. Tracy, veleposlanica ZDA v Rusiji, je javno izrazila neodobravanje te fraze ter jo označila za »zelo čudno«. Dejala je, da »sploh ne odraža bistva ZDA, ki je večnacionalna država, v kateri živijo ljudje z vsega sveta«.